# 蘇丹奧林匹克委員會
蘇丹奧林匹克委員會（Sudan Olympic Committee）是蘇丹的國家奧林匹克委員會。該組織成立於1956年，是國際奧林匹克委員會和非洲國家奧林匹克委員會聯合會的成員。1960年，首次派員參加在意大利羅馬舉行的夏季奧運會。
現時，蘇丹奧林匹克委員會的總部設在首都喀土穆，主席是Mr Hashim Haron Ahmed。

## 資料來源
1. ↑  .   [2014-05-06]. （原始内容存档于2019-01-30）.